# Zale albofasciata
Zale albofasciata là một loài bướm đêm trong họ Erebidae.